# Боумен (округ)
Округ Боумен (англ. Bowman County) располагается в штате Северная Дакота, США. Официально образован в 1883 году. По состоянию на 2013 год, численность населения составляла 3214 человек.

## География
По данным Бюро переписи США, общая площадь округа равняется 3 022,533 км2, из которых 3 009,583 км2 — суша, и 5,000 км2, или 0,420 % — это водоёмы.

## Население
По данным переписи населения 2000 года в округе проживает 3 242 жителя в составе 1 358 домашних хозяйств и 890 семей. Плотность населения составляет 1,00 человек на км2. На территории округа насчитывается 1 596 жилых строений, при плотности застройки около 1,00-го строения на км2. Расовый состав населения: белые — 98,98 %, афроамериканцы — 0,03 %, коренные американцы (индейцы) — 0,15 %, азиаты — 0,03 %, гавайцы — 0,00 %, представители других рас — 0,15 %, представители двух или более рас — 0,65 %. Испаноязычные составляли 0,68 % населения независимо от расы.
В составе 29,50 % из общего числа домашних хозяйств проживают дети в возрасте до 18 лет, 59,50 % домашних хозяйств представляют собой супружеские пары, проживающие вместе, 4,10 % домашних хозяйств представляют собой одиноких женщин без супруга, 34,40 % домашних хозяйств не имеют отношения к семьям, 31,50 % домашних хозяйств состоят из одного человека, 17,20 % домашних хозяйств состоят из престарелых (65 лет и старше), проживающих в одиночестве. Средний размер домашнего хозяйства составляет 2,32 человека, и средний размер семьи 2,95 человека.
Возрастной состав округа: 24,10 % — моложе 18 лет, 5,30 % — от 18 до 24, 24,60 % — от 25 до 44, 24,20 % — от 45 до 64, и 24,20 % — от 65 и старше. Средний возраст жителя округа — 43 года. На каждые 100 женщин приходится 94,60 мужчин. На каждые 100 женщин старше 18 лет приходится 96,60 мужчин.
Средний доход на домохозяйство в округе составлял 31 906 USD, на семью — 39 485 USD. Среднестатистический заработок мужчины был 28 682 USD против 17 992 USD для женщины. Доход на душу населения составлял 17 662 USD. Около 5,90 % семей и 8,20 % общего населения находились ниже черты бедности, в том числе — 9,90 % молодежи (тех, кому ещё не исполнилось 18 лет) и 10,40 % тех, кому было уже больше 65 лет.